# 湖廣等處承宣布政使司
湖广等处承宣布政使司，简称湖广布政使司、湖广布政司，是明朝在江汉平原和洞庭湖流域等地的一级行政区及其行政机关名，为当时的明朝15个一级行政区（两京十三省）及13个承宣布政使司之一，辖地为今湖北省、湖南省全境，下辖15府2直隶州14散州108县。布政使司衙门驻武昌府位于现今湖北武汉市。

## 沿革
湖广布政使司在元朝属湖广行中书省、河南江北行中书省、淮南江北行中书省。
龙凤十年（1364年）武昌路、黄州路、襄阳路、常德路、衡州路、辰州路、天临路、岳州府、兴国路、蕲州路、峡州路、澧州路、沅州路分别改置为武昌府、黄州府、襄阳府、常德府、衡州府、辰州府、潭州府、岳州府、兴国府、蕲州府、峡州府、澧州府、沅州府；并且设置湖广行中书省，治武昌府，辖武昌府、常德府、衡州府、辰州府、襄阳府、黄州府、沅州府、潭州府、岳州府、兴国府、蕲州府、峡州府、汉阳府、沔阳府、归州直隶州、荆门直隶州、耒阳直隶州、常宁直隶州；同年中兴路改置为荆州府，来属湖广行中书省，峡州府降为峡州直隶州；十一年（1365年）安陆府来属；靖州路改置为靖州军民安抚司。来属湖广行中书省；同年设置湖广（荆州）分省。
吳元年（1367年）废湖广分省；洪武元年（1368年）德安府来属湖广行中书省；宝庆路、永州路、郴州路、武冈路、桂阳路、道州路、全州路分别改置为宝庆府、永州府、郴州府、武冈府、桂阳府、道州府、全州府，来属湖广行中书省，并且靖州军民安抚司改置为靖州直隶州；三年（1370年）耒阳直隶州、常宁直隶州分别降为县；同年靖州直隶州升为靖州府；五年（1372年）潭州府更名为长沙府；六年末（1374年）四川行省永顺军民安抚司升为永顺军民宣慰司、保靖州军民宣慰司，来属湖广行中书省，不久皆改属湖广都司；九年（1376年）安陆府、岳州府、靖州府、郴州府、沔阳府分别降为安陆直隶州、岳州直隶州、靖州直隶州、郴州直隶州、沔阳直隶州；并且汉阳府、德安府、兴国府、蕲州府、武冈府、沅州府、道州府、全州府、澧州府、峡州直隶州分别降为散州，桂阳府、荆门直隶州分别为降县，废归州直隶州；同年湖广行省改置为湖广承宣布政使司；同年荆州府、黄州府、沔阳直隶州另属河南布政司；十三年（1380年）汉阳州、德安州分别升为汉阳府、德安府；同年汉阳府另属河南布政司；十四年（1381年）岳州直隶州升为岳州府；二十四年（1391年）河南布政司荆州府、黄州府、汉阳府、沔阳直隶州复来属湖广承宣布政使司；并且襄阳府、德安府、安陆直隶州另属河南布政司；同年河南布政司襄阳府、德安府、安陆直隶州复来属湖广承宣布政使司；成化十二年末（1477年）设郧阳府；嘉靖十八年（1531年）升安陆直隶州为承天府，并且降沔阳直隶州为散州；万历二十九年（1601年）贵州布政司黎平府来属湖广承宣布政使司；三十一年（1603年）黎平府另属贵州布政司。
明代分长江以北、大别山、桐柏山以南的河南行省南部并入“湖广”，长江不再成为行政区划的界限；明初，两广与江西、湖南分开。由于广西壮、黎、瑶三个民族反明起义猛烈，明朝皇帝朱元璋采用分而治之的办法，把黎族聚居的海南及广西门户钦、廉州划归广东。

## 辖区

### 武昌府
元朝武昌府为武昌路。龙凤十年（1364年）武昌路改置为武昌府，属行省。府署驻江夏县。
府直属县：江夏县、武昌县、嘉鱼县、蒲圻县、咸宁县、崇阳县、通城县
散州
- 兴国州

元朝兴国州为兴国路。龙凤十年（1364年）兴国路改置为兴国府，属行省，洪武九年（1376年）降为兴国州，改属武昌府，并且撤销州署所驻县永兴县并入州。
州属县：大冶县、通山县

### 汉阳府
元朝汉阳府为直隶府。龙凤十年（1364年）汉阳府属行省，洪武九年（1376年）降为汉阳州，改属武昌府，十三年（1380年）复升为汉阳府，不久改属河南布政司，二十四年（1391年）复改属行省。府署驻汉阳县。
府直属县：汉阳县、汉川县

### 黄州府
元朝黄州府为黄州路。龙凤十年（1364年）黄州路改置为黄州府，属行省；九年（1376年）改属河南布政司，二十四年（1391年）复改属行省。府署驻黄冈县。
府直属县：黄冈县、麻城县、黄陂县、黄安县、蕲水县、罗田县
散州
- 蕲州

元朝蕲州为蕲州路。龙凤十年（1362年）蕲州路改置为蕲州府，属行省；洪武九年（1376年）降为蕲州，改属黄州府，并且府署所在县蕲春县撤销并入州。
州属县：广济县、黄梅县

### 承天府
元朝承天府为安陆直隶府。龙凤十一年（1365年）安陆直隶府属行省，洪武九年（1376年）降为安陆直隶州，二十四年（1391年）改属河南布政司，不久复改属布政司；嘉靖十年（1531年）升为承天府。崇祯十六年（1643年）李自成降承天府为扬武州。府署驻钟祥县。
府直属县：钟祥县、京山县、潜江县、显陵县
散州
- 荆门州

元朝荆门州为直隶州。龙凤十年（1364年）荆门州属行省，洪武九年（1376年）州署所驻县长林县撤销并入州，并降为荆门县，改属荆州府；十三年（1380年）复升为荆门州，嘉靖十年（1531年）改属承天府。
州属县：当阳县
- 沔阳州

元朝沔阳州为沔阳直隶府。龙凤十年（1364年）沔阳直隶府属行省，洪武九年（1376年）降为沔阳直隶州，并且州署所驻县玉沙县撤销并入州；同年改属河南布政司，二十四年（1391年）复改属布政司；嘉靖十年（1531年）降为散州，改属承天府。
州属县：景陵县

### 德安府
元朝德安府为直隶府。洪武元年（1368年）德安府属行省，九年（1376年）降为德安州，改属黄州府，同年改属武昌府；十三年（1380年）复升为德安府，二十四年（1391年）改属河南布政司，不久复改属布政司。府署驻安陆县。
府直属县：安陆县、云梦县、应城县、孝感县
散州
- 随州

洪武二年（1369年）随州署所驻县随县撤销并入州，九年（1376年）降为随县，仍属德安州，十三年（1380年）复升为随州。
州属县：应山县

### 岳州府
元朝岳州府为岳州路。龙凤十年（1364年）岳州路改置为岳州府，属行省；洪武九年（1376年）降为岳州直隶州，十四年（1381年）复升为岳州府。府署驻巴陵县。
府直属县：巴陵县、临湘县、华容县、平江县
散州
- 澧州

元朝澧州为澧州路。龙凤十年（1364年）澧州路改置为澧州府，属行省；洪武五年（1372年）自新城徙旧治，九年（1376年）降为澧州，改属常德府，并且州署所驻县澧阳县撤销并入州；三十年（1397年）改属岳州府。
州属县：安乡县、石门县、慈利县

### 荆州府
元朝荆州府为中兴路。龙凤十年（1364年）中兴路改置为荆州府，属行省；十一年（1365年）荆州府改属湖广分省，吴元年（1367年）复改属行省；洪武九年（1376年）改属河南布政司，二十四年（1391年）复改属布政司。府署驻江陵县。
府直属县：江陵县、公安县、石首县、监利县、松滋县、枝江县
散州
- 夷陵州

元朝夷陵州为峡州路。龙凤十年（1364年）峡州路改置为峡州府，属行省；同年降为峡州直隶州，九年（1376年）降为夷陵州，改属荆州府，并且州署所驻县夷陵县撤销并入州。
州属县：长阳县、宜都县、远安县
- 归州

元朝归州为秭归县，为归州直隶州倚郭。龙凤十年（1362年）归州属行省，洪武初年自白沙南浦徙治丹阳，四年（1371年）治所徙至江南楚王台下长宁；九年（1376年）归州废，秭归县改属夷陵州；十年（1377年）秭归县更名为长宁县，十三年（1380年）秭归县升为归州，改属荆州府；嘉靖四十年（1561年）治所复徙至江北故治。
州属县：兴山县、巴东县

### 襄阳府
元朝襄阳府为襄阳路。龙凤十年（1364年）襄阳路改置为襄阳府，属行省；二十四年（1391年）改属河南布政司，不久复改属布政司。崇祯十六年（1643年）李自成定为襄京。府署驻襄阳县。
府直属县：襄阳县、宜城县、南漳县、枣阳县、穀城县、光化县
散州
- 均州

洪武二年（1369年）均州署所驻县武当县撤销并入州。

### 郧阳府
成化十二年末（1477年）置郧阳府，府署驻郧县。
府直属县：郧县、房县、竹山县、竹溪县、上津县、郧西县、保康县

### 长沙府
元朝长沙府为天临路。龙凤十年（1364年）天临路改置为潭州府，属行省，洪武五年（1372年）更名为长沙府。府署驻长沙县、善化县。
府直属县：长沙县、善化县、湘阴县、湘潭县、浏阳县、醴陵县、宁乡县、益阳县、湘乡县、攸县、安化县
散州
- 茶陵州

元朝茶陵州为直隶州。龙凤十年（1364年）茶陵州降为茶陵县，改属潭州府；成化十八年复升为茶陵州。

### 常德府
元朝常德府为常德路。龙凤十年（1364年）常德路改置为常德府，属行省。府署驻武陵县。
府直属县：武陵县、桃源县、龙阳县、沅江县

### 衡州府
元代为衡州路。龙凤十年（1364年）衡州路改置为衡州府，属行省。府署驻衡阳县。
府直属县：衡阳县、衡山县、耒阳县、常宁县、安仁县、酃县、新城县
散州：
- 桂阳州：元代为桂阳路。洪武元年（1368年），改桂阳路为桂阳府，属行省；九年（1376年）府署所驻县平阳县撤销并入府，并且桂阳府降为桂阳县，改属衡州府，十三年（1380年）升为桂阳州。
  - 州属县：临武县、蓝山县、嘉禾县

### 永州府
元朝永州府为永州路。洪武元年（1364年）永州路改置为永州府，属行省。府署驻零陵县。
府直属县：零陵县、祁阳县、东安县
散州
- 道州

元朝道州为道州路。洪武元年（1364年）道州路改置为道州府，属行省；九年（1376年）降为道州，改属永州府，并且府署所驻县营道县撤销并入州。
州属县：宁远县、江华县、永明县、新田县

### 宝庆府
元朝宝庆府为宝庆路。洪武元年（1368年）宝庆路改置为宝庆府，属行省。府署驻邵阳县。
府直属县：邵阳县、新化县、城步县
散州
- 武冈州

元朝武冈州为武冈路。洪武元年（1368年）武冈路改置为武冈府，属行省。九年（1376年）降为武冈州，改属宝庆府，并且府署所驻县武冈县撤销并入州。永历元年（1647年）升为奉天府。
州属县：新宁县

### 辰州府
元朝辰州府为辰州路。龙凤十年（1364年）辰州路改置为辰州府，属行省。府署驻沅陵县。永曆八年（1654年）被更名為沅興府。
府直属县：沅陵县、卢溪县、辰溪县、溆浦县
散州
- 沅州

元朝沅州为沅州路。龙凤十年（1364年）沅州路改置为沅州府，属行省；九年（1376年）降为沅州，改属辰州府，并且府署所驻县卢阳县撤销并入州。永曆八年（1654年）復升為黔興府。
州属县：黔阳县、麻阳县，（永曆八年加轄：興沅縣、通道縣、會同縣、綏寧縣、天柱縣、清浪縣、平溪縣、靖州）

### 郴州
元朝郴州为郴州路。洪武元年（1368年）郴州路改置为郴州府，属行省；九年（1376年）降为郴州直隶州，并且府署所驻县郴阳县撤销并入州。
州属县：永兴县、宜章县、兴宁县、桂阳县、桂东县

### 靖州
元朝靖州为靖州路。龙凤十一年（1365年）靖州路改置为靖州军民安抚司，属行省；洪武元年（1368年）改置为靖州直隶州，三年（1370年）升为靖州府，九年（1376年）复降为靖州直隶州，并且府署所驻县永平县撤销并入州。
州属县：会同县、通道县、绥宁县、天柱县

## 南明時期
- 永曆元年（1647）三月，寶慶府武岡州升格為奉天府。
- 永曆六年（1652年）十一月，孫可望改辰州府為沅興府，沅州升為黔興府，沅州直轄縣設置興沅縣，為黔興府首縣，改湖廣都司平溪衛為平溪縣來屬，靖州直隸州降為散州，與會同、通道、綏寧、天柱4縣一起隸屬黔興府，並移屬貴州。